# Zlatan Arnautović
Zlatan Arnautović (Servisch: Златан Арнаутовић) (Prijedor, 2 september 1956) is een voormalig Servisch handballer. Hij nam tweemaal deel aan de Olympische Spelen, waar hij de Joegoslavische handbalploeg vertegenwoordigde. 
Op de Olympische Spelen van 1984 in Los Angeles won hij de gouden medaille met Joegoslavië, nadat men in de finale West-Duitsland had verslagen. Arnautović speelde zes wedstrijden als doelman.
Vier jaar eerder eindigde hij met Joegoslavië op de Olympische Spelen van 1980 in Moskou op de zesde plaats. Arnautović speelde zes wedstrijden.
Zlatan Arnautović · Mirko Bašić · Jovica Elezović · Mile Isaković · Pavle Jurina · Milan Kalina · Slobodan Kuzmanovski · Dragan Mladenović · Zdravko Rađenović · Momir Rnić · Branko Štrbac · Veselin Vujović · Veselin Vuković · Zdravko Zovko
Zlatan Arnautović · Jovica Cvetković · Adnan Dizdar · Jovica Elezović · Mile Isaković · Drago Jovović · Pavle Jurina · Enver Koso · Peter Mahne · Jasmin Mrkonja · Velibor Nenadić · Goran Nerić · Stjepan Obran · Momir Rnić